# Objemný odpad

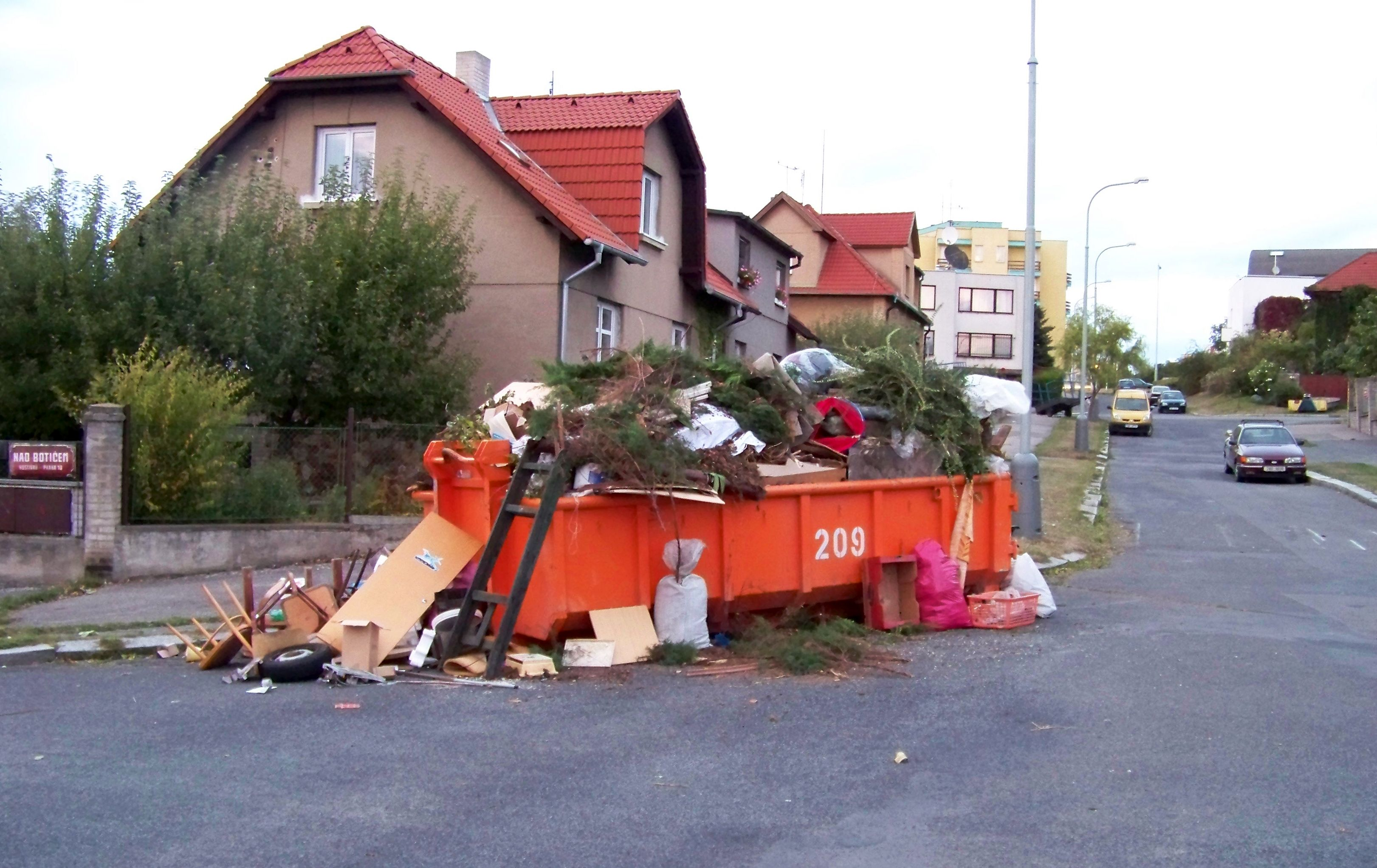
Kontejner na velkoobjemový odpad v Praze

Objemný odpad je odpad z domácností,který kvůli nadměrným rozměrům a velké hmotnosti nelze odkládat do běžných sběrných nádob jako jsou kontejnery nebo popelnice. Jedná se například o: nábytek, koberce, sanitární keramiku, objemné lepenkové, skleněné, plastové a kovové obaly apod.